# 음력 10월 14일
음력 10월 14일은 음력 10월의 14번째 날이다.

## 탄생
- 1925년 - 박정희 대한민국 전 대통령의 부인 육영수.
- 2003년 - 대한민국의 배우 박지후.

## 같이 보기
- 음력 360일: 1월 2월 3월 4월 5월 6월 7월 8월 9월 10월 11월 12월
- 전날:10월 13일 다음날:10월 15일 - 전달:9월 14일 다음달:11월 14일
- 양력:10월 14일
- 음력, 윤달